# 竹中亨
竹中 亨（たけなか　とおる、1955年 - ）は、日本の歴史学者。大阪大学名誉教授。独立行政法人大学改革支援・学位授与機構特任教授。
専門は、ドイツを中心とした西洋近代史、日独関係史など。

## 人物・経歴
- 1978年　京都大学文学部卒業。
- 1980年　京都大学大学院文学研究科修士課程修了。
- 1981年　ミュンヘン大学哲学部留学（～1983年）
- 1983年　京都大学大学院文学研究科博士後期課程退学、東海大学文学部専任講師。
- 1989年　東海大学文学部助教授。
- 1993年　大阪大学教養部助教授。
- 1994年　大阪大学文学部助教授、「ジーメンスと明治日本」で京都大学博士（文学）。
- 2000年　大阪大学大学院文学研究科教授。
- 2017年　大学改革支援・学位授与機構教授、大阪大学名誉教授。
- 2021年　大学改革支援・学位授与機構特任教授。

## 著書
- 『ジーメンスと明治日本』（東海大学出版会） 1991　ISBN 978-4486011750
  - 独訳版： Siemens in Japan: Von der Landesöffnung bis zum Ersten Weltkrieg, transl. by Wieland Wagner (Zeitschrift für Unternehmensgeschichte, Beiheft 91), Stuttgart (F. Steiner Verlag) 1996. ISBN 3515064621
- 『近代ドイツにおける復古と改革 第二帝政期の農民運動と反近代主義』（晃洋書房） 1996年　ISBN 4771008973
- 『帰依する世紀末 ドイツ近代の原理主義者群像』（ミネルヴァ書房） 2004　ISBN 4623039536
- 『明治のワーグナー・ブーム 近代日本の音楽移転』（中央公論新社、中公叢書） 2016　ISBN 4120048411
- 『ヴィルヘルム2世 ドイツ帝国と命運を共にした「国民皇帝」』（中公新書） 2018　ISBN 4121024907
- 『大学改革 自律するドイツ、つまずく日本』（中公新書） 2024

### 共著
- 『西洋史30講』（尚樹啓太郎編、東海大学出版会） 1984　ISBN 4486008111
- 『よみがえる帝国 ドイツ史とポスト国民国家』（野田宣雄, 瀧井一博, 植村和秀, 野村耕一, 佐藤卓己共著、ミネルヴァ書房） 1998　ISBN 4623028593
- 『ドイツの歴史 - 新ヨーロッパ中心国の軌跡』（木村靖二編、有斐閣） 2000　ISBN 4641120846

## 翻訳
- 『ドイツ・ギムナジウム200年史 エリート養成の社会史』（M・クラウル著、望田幸男, 隈本泰弘, 田村栄子, 川越修, 堤正史共訳、ミネルヴァ書房） 1986　ISBN 4623016617
- 『社会国家 その成立と発展』（G・A・リッター著、木谷勤, 北住炯一, 後藤俊明, 若尾祐司共訳、晃洋書房） 1993
- 『欧州教育制度のチューニング ボローニャ・プロセスへの大学の貢献』（フリア・ゴンサレス, ローベルト・ワーヘナール編著、深堀聰子共訳、明石書店） 201　ISBN 978-4750335445
- 『ドイツ社会保障の危機 - 再統一の代償』（ゲルハルト・A・リッター著、監訳、ミネルヴァ書房） 2013　ISBN 978-4623064342